# محمد يلماز آك
محمد يلماز آك (بالتركية: Mehmet Yılmaz Ak) ممثل تركي شارك بالعديد من الاعمال حصل على أول تجربة مسلسل تلفزيوني له مع مسلسل أنا أفتقدك عام 2013 ، ظهر في إنتاج تلو الآخر مع شخصية يشار في المسلسل التلفزيوني مسلسل في الداخل İçerde في عام 2019، بأدواره الشريره وشخصيات مافيا. مثل مسلسل الحفرة Çukur، مسلسل الحلقة Halka، مسلسل المحافظ Hakan Muhafız، مسلسل رامو Ramo، مسلسل فاطمة Fatma، يخوض أكبر ظهور له في مسلسل القضاء ومسلسل بهار كدور بطولة.